# 普罗万区
普罗万区（法語：Arrondissement de Provins）是法国法兰西岛大区塞纳-马恩省所辖的一个区。总面积2157平方公里，总人口188637，人口密度87人/平方公里（2017年）。主要城镇为普罗万。

## 辖区
普罗万区辖有179个市镇。